# 北制之戰
北制之戰發生於前718年，鄭國攻打衛國的一場戰爭。
前718年四月，鄭庄公為了報復去年衛國國君州吁策動聯合宋國、陳國及蔡國一同入侵鄭國的東門之戰，趁衛國州吁引發的內亂平息而衛宣公剛剛即位後，入侵衛國國境。衛國以南燕国軍隊討伐鄭國，鄭庄公派遣祭足、原繁與洩駕率三軍迎戰，卻暗中派遣曼伯及子元潛入南燕軍隊後方。南燕軍畏懼鄭國三軍，但没有防备从北制来的军队。同年六月，曼伯及子元率領军队在北制擊敗南燕軍。